# Dreifaltigkeits-Friedhof (Berlin-Lankwitz)

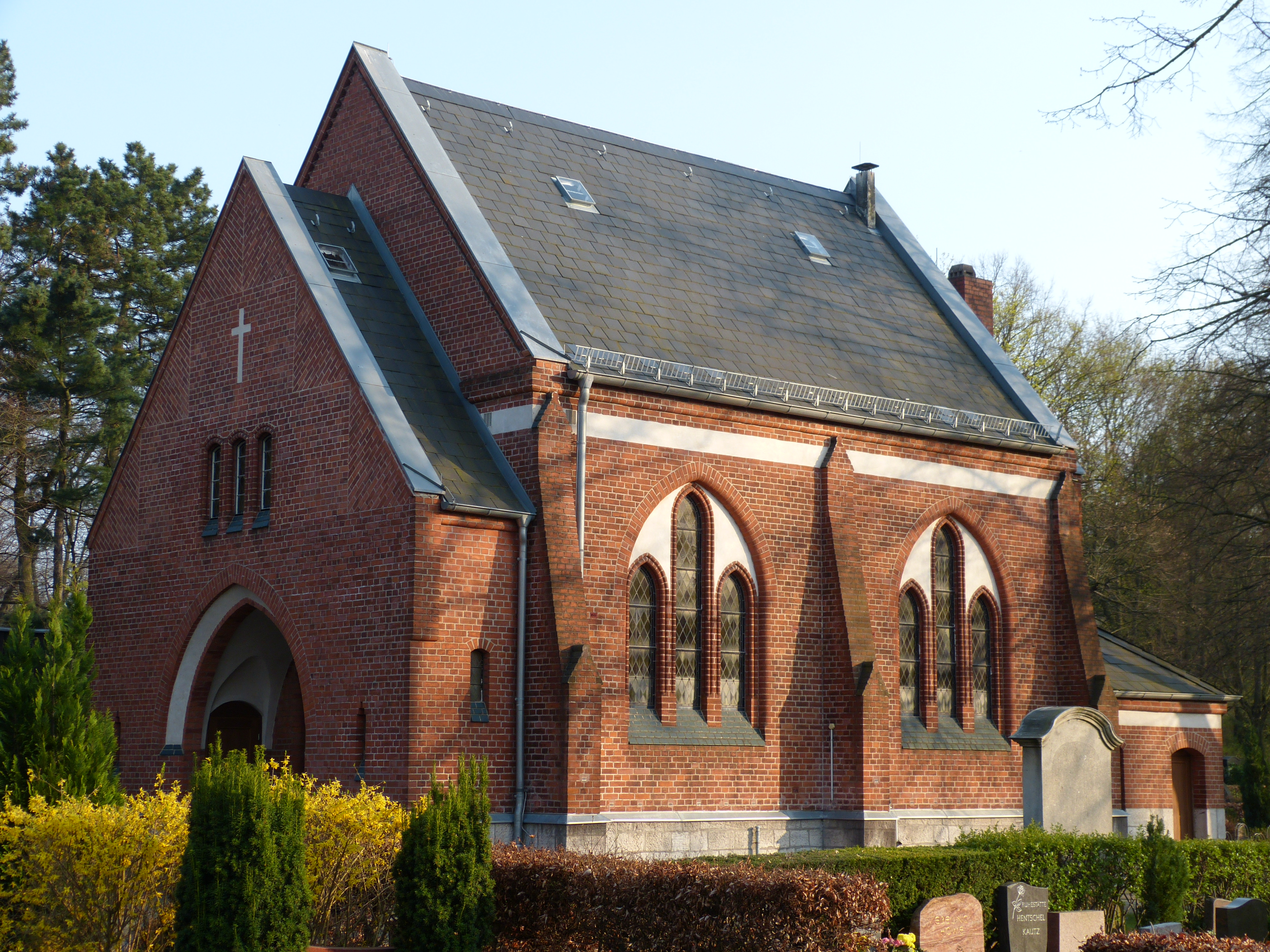
Kapelle, errichtet 1902

Der Dreifaltigkeits-Friedhof, auch Dreifaltigkeitskirchhof IV, ist ein evangelischer Friedhof in Berlin. Er liegt an der Paul-Schneider-Straße 46/50 im Ortsteil Lankwitz des Bezirks Steglitz-Zehlendorf von Berlin, unmittelbar angrenzend an den Gemeindepark Lankwitz.
Der Dreifaltigkeits-Friedhof verfügt über eine Fläche von 17.000 m², eine Kapelle und einen separaten Glockenturm. Er hat eine gestreckte Form, rechts und links des zur Kapelle führenden Mittelwegs erstrecken sich die Grabfelder. Eine Anlage für die Opfer von Krieg und Gewaltherrschaft mit 37 Einzelgräbern befindet sich auf dem Friedhof, der knapp 2.400 Grabstellen umfasst.
Über die weniger als 100 Meter entfernte Bushaltestelle Paul-Schneider-Straße (Bus 181 und 283) ist der Friedhof an den öffentlichen Personennahverkehr angeschlossen.

## Geschichte
1899 erwarb die Dreifaltigkeitsgemeinde das sechs Morgen große Grundstück an der damaligen Straße 16 des Lankwitzer Bebauungsplans, die ab 1906 Lutherstraße hieß und seit 1961 Paul-Schneider-Straße heißt. 1902 wurde die Kapelle vom Architekten Otto Kuhlmann errichtet. 1903 wurde der Friedhof eröffnet, es fand die erste Beerdigung statt.
Seit den 1950er Jahren steht der Friedhof unter gemeinsamer Verwaltung der drei evangelischen Kirchengemeinden Paul-Schneider, Dreifaltigkeit und Luther (Friedhofsverwaltung der Evangelischen Kirchengemeinden Lankwitz und Luther) und wird inzwischen von der gemeinsamen Friedhofskommission (Friedhofskommission der Evangelischen Kirchengemeinden Lankwitz und Luther) getragen.